# Clarissa Claretti
Clarissa Claretti (Fermo, 7 ottobre 1980) è un'ex martellista italiana.

## Biografia
Con Ester Balassini e Silvia Salis forma un trio di martelliste italiane in grado di competere a livello internazionale.
In carriera è stata sette volte campionessa italiana della specialità. Ha realizzato il suo record personale di 72,46 metri il 19 luglio del 2008 a Cagliari.
Oltre a praticare il lancio del martello è anche arbitro di calcio.
Ai mondiali di Berlino 2009 ha raggiunto l'ottavo posto in finale con la misura di 71,56 metri.
È stata inoltre capolista del Popolo della Libertà alle elezioni amministrative 2011 per il comune di Fermo, senza tuttavia essere eletta.

## Palmarès
| Anno | Manifestazione          | Sede              | Evento              | Risultato | Misura | Note |
| ---- | ----------------------- | ----------------- | ------------------- | --------- | ------ | ---- |
| 2002 | Europei                 | Monaco di Baviera | Lancio del martello | 8ª        | 66,25  |      |
| 2003 | Mondiali                | Parigi            | Lancio del martello | 27ª       | 62,19  |      |
| 2004 | Olimpiadi               | Atene             | Lancio del martello | 28ª       | 65,06  |      |
| 2005 | Giochi del Mediterraneo | Almería           | Lancio del martello | Argento   | 69,24  |      |
| 2005 | Universiadi             | Smirne            | Lancio del martello | 4ª        | 69,35  |      |
| 2005 | Mondiali                | Helsinki          | Lancio del martello | 9ª        | 64,76  |      |
| 2006 | Europei                 | Göteborg          | Lancio del martello | 7ª        | 69,78  |      |
| 2007 | Mondiali                | Ōsaka             | Lancio del martello | 7ª        | 70,74  |      |
| 2008 | Olimpiadi               | Pechino           | Lancio del martello | 5ª        | 71,33  |      |
| 2009 | Giochi del Mediterraneo | Pescara           | Lancio del martello | Argento   | 69,35  |      |
| 2009 | Mondiali                | Berlino           | Lancio del martello | 8ª        | 71,56  |      |

## Campionati nazionali
7 volte campionessa italiana
- 6 titoli assoluti (2002, 2003, 2006/2009) ai Campionati italiani assoluti di atletica leggera
- 1 titolo invernale (2007) ai Campionati italiani invernali di lanci

## Altre competizioni internazionali
2005
- 9ª in Coppa Europa invernale di lanci ( Mersin), lancio del martello - 65,53 m

2006
- 5ª in Coppa Europa invernale di lanci ( Tel Aviv), lancio del martello - 68,79 m
- 5ª alla World Athletics Final ( Stoccarda), lancio del martello - 66,87 m

2007
- 7ª in Coppa Europa invernale di lanci ( Jalta), lancio del martello - 67,17 m
- Bronzo alla World Athletics Final ( Stoccarda), lancio del martello - 70,34 m

2008
- 8ª alla World Athletics Final ( Stoccarda), lancio del martello - 68,67 m

2009
- Argento alla World Athletics Final ( Tessalonica), lancio del martello - 70,56 m